# ネクロマンテイオン (アケローン川)

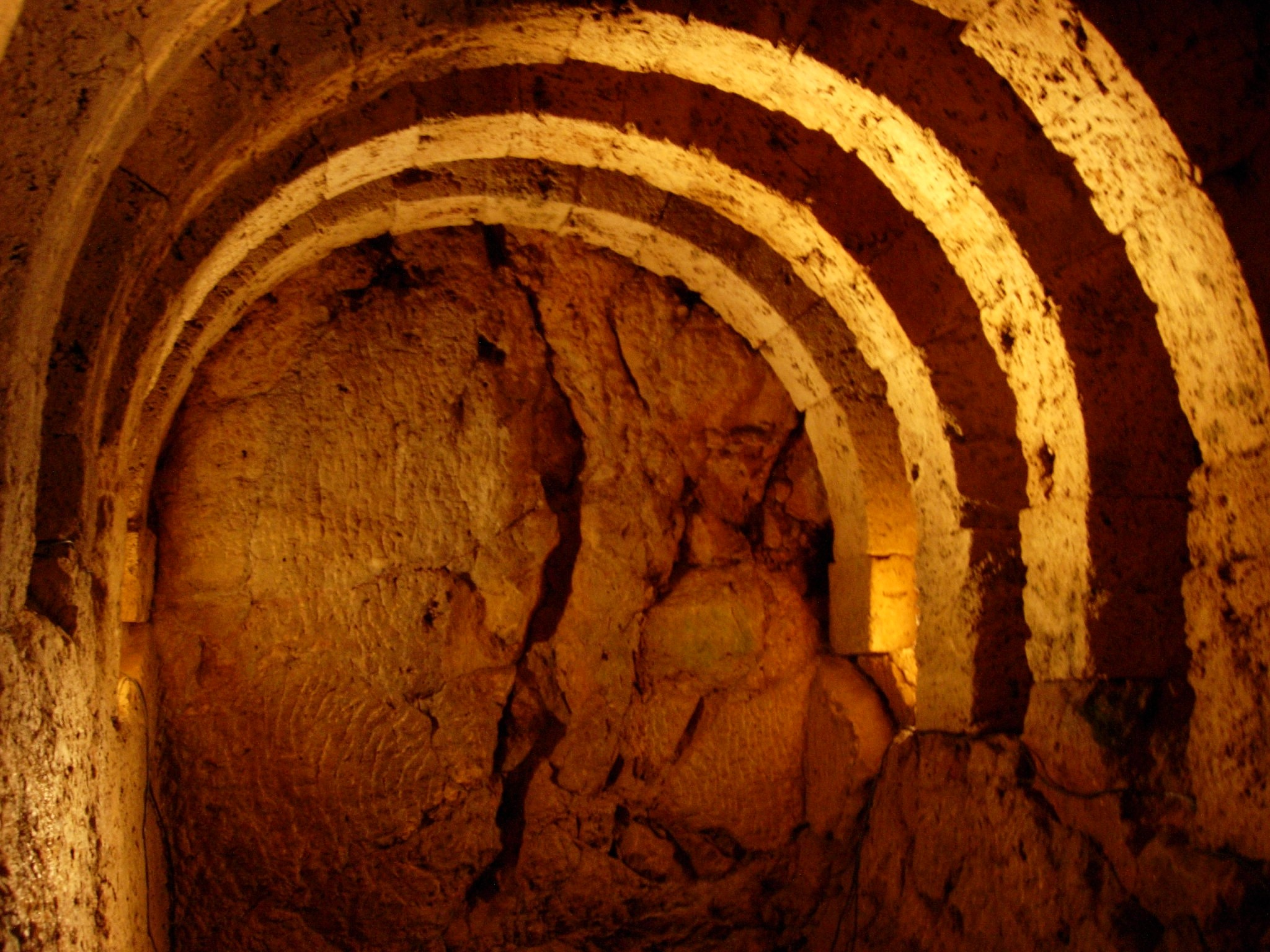
ネクロマンテイオンの地下通路

ネクロマンテイオン(古希:Νεκρομαντεῖον、英:Necromanteion）は、古代ギリシアの冥府の神ハーデースとペルセポネーを祭ったネクロマンシーの神殿である。エペイロス地方におけるアケローン川のほとりにある。この神殿は冥界にあるハーデースの館に繋がっているという伝説があった。ネクロマンテイオンの近くにはアケローン川、プレゲトーン川、コーキュートス川の合流地点があり、これらの川はどれも冥界に注ぐと信じられていた。これら3つの川の名は、それぞれ「苦悩の川」「燃え盛る石炭の川」「嘆きの川」を意味する。

## 背景
ネクロマンテイオンは古代ギリシア語で「死霊神託」を意味し、この神殿の地下空間で死者の霊魂と話すことができたという。タイナロンやクーマエ、アルゴスやヘラクレア・ポンティカにあるポセイドーン神殿のように、死霊神託自体はネクロマンテイオン以外にも見られるが、ギリシアにある唯一のハーデースの神殿という点で、ネクロマンテイオンは非常に重要な遺構である。近隣に住まうテスプローティス族（モロッソイ族に近い古代ギリシア人）が管理していた。

## 神託
ヘロドトスによれば、紀元前6世紀のコリントス僭主ペリアンドロスが、紛失した物件を探すためにネクロマンテイオンに使節を派遣した。そこにはペリアンドロスが殺した妻メリッサの亡霊が現れ、「服が火葬されておらず、自分は裸で寒くて仕方がないので、預かったものの所在を言いたくない」「私のいうことが真であることの証拠に、ペリアンドロスは冷えた竈にパンを差し込んだ」と言った。冷えた竈とは死体のこと、パンは陰茎のことであり、ペリアンドロスはメリッサの死体と交わったことがあった。ペリアンドロスはすぐにコリントス中の女性をヘーラー神殿に集め、そこで全員の服を脱がせて穴に入れて燃やした。この後再び使節をネクロマンテイオンに遣わすと、メリッサの亡霊は物件の在処を教えたという。

## 儀式
死霊神託を求める者は、まず豆、大麦パン、豚肉、牡蠣など、酩酊状態を引き起こしやすい食べ物を摂取する。清めの儀式をして羊の生贄を捧げ、幾つもの鉄の門をくぐりながら曲がりくねった狭い通路を下っていく。その際に奉納品を通路に置いていく。29日の間、地下の独房に閉じ込められ、そこでネクロマンサーから様々な質問をされる。29日目に亡霊と会うことを許され、そこで会話することができる。ネクロマンテイオンからは床を上下させる機構が見付かっており、亡霊に扮したネクロマンサーが地下からエレベーターに乗って現れることで、巡礼者に亡霊が現れたと錯覚させたと思われる。